# Al Fursan

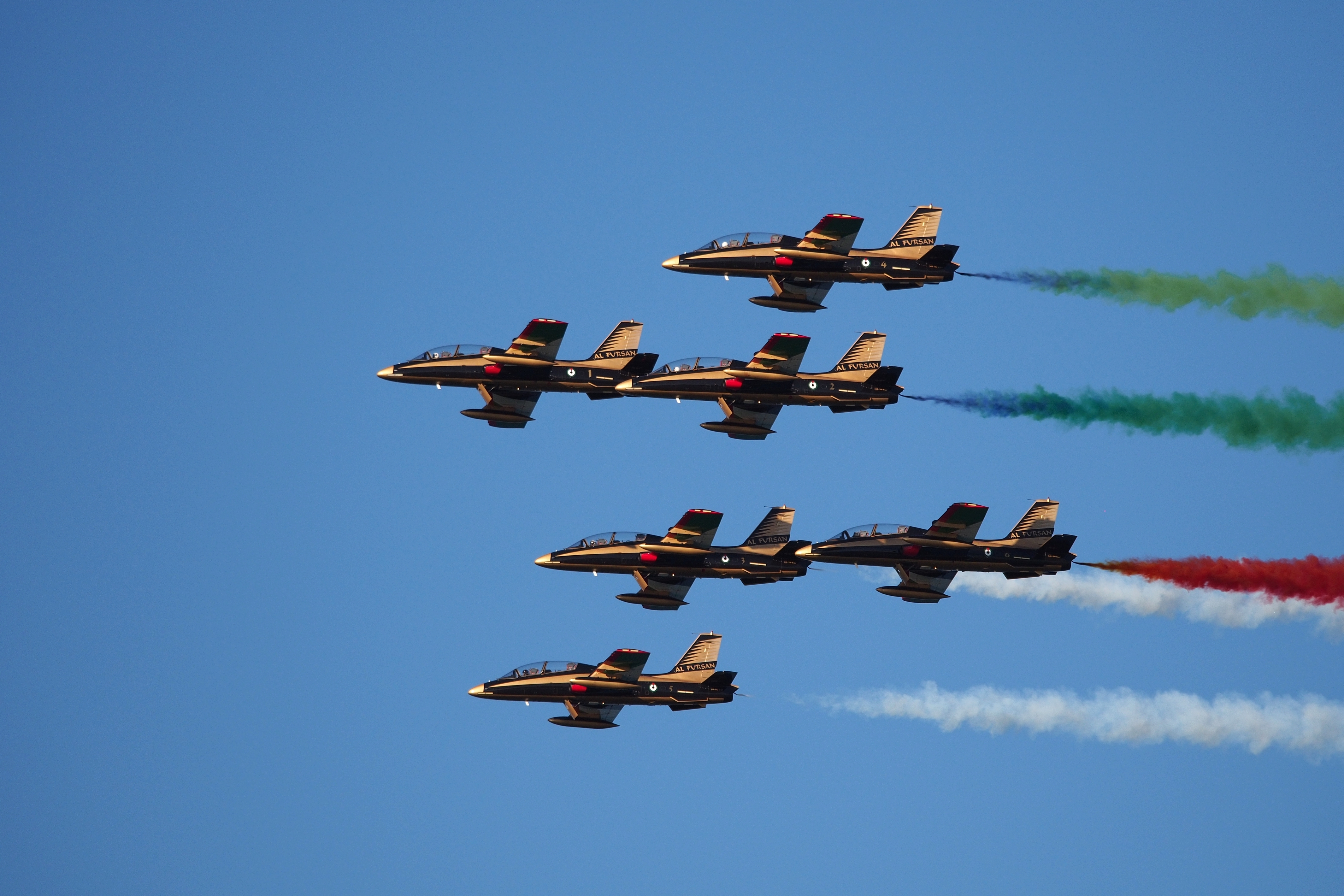
Display über Muscat, Oman

Al Fursan (arabisch الفرسان, DMG al-Fursān ‚die Ritter‘) ist das Kunstflugdemonstrationsteam der United Arab Emirates Air Force. Es wurde im Jahr 2010 mit in Italien gebauten Aermacchi MB-339NAT Düsenflugzeugen gegründet. Das Team verfügt über insgesamt sieben Flugzeuge, die alle  für Aufführungen genutzt werden. Oft wird angegeben, dass die siebte Maschine als Reserve fungiert, aber alle sieben flogen auf der IDEX 2015 Show in Abu Dhabi. Für den Aufbau des Teams erhielt die United Arab Emirates Air Force die fachliche Ausbildung, sowohl in der Theorie wie auch in der Praxis, von der Italienischen Kunstflugstaffel Frecce Tricolori. Die Frecce Tricolori verwendet denselben Flugzeugtyp und dieselben Modifizierungen für die Herstellung von farbigem Rauch.
Al Fursan machte Vorführungen bei der Bahrein International Airshow 2012 und 2014, RIAT Airshow in Großbritannien 2012, Dubai Airshow 2013, Belgian Airforce Days 2014, Air14 in Payerne, Muscat Oman 2015, MAKS 2017.